# Wolnica Grabowska
Wolnica Grabowska – wieś w Polsce położona w województwie łódzkim, w powiecie sieradzkim, w gminie Burzenin.
W latach 1975–1998 miejscowość administracyjnie należała do województwa sieradzkiego.
We wsi istnieje żwirownia.
Przed II wojną światową zamieszkiwała tu liczna grupa osadników niemieckich. Mieli własną szkołę i kaplicę ewangelicką. Pozostałością po nich jest niewielki, poważnie zniszczony cmentarz.